# Meichow
Meichow è una frazione del comune tedesco di Gramzow.

## Storia
Il comune di Meichow venne aggregato il 31 dicembre 2001 al comune di Gramzow.